# 826 National
826 National är en ideell organisation som arbetar för att hjälpa elever i åldern 6-18 att förbättra sitt kreativa skrivande på sju platser i USA. De olika skrivarverkstäderna omfattar 826 Valencia i San Francisco , 826NYC i Brooklyn, 826LA i Los Angeles, 826CHI i Chicago, 826michigan, 826 Boston i Boston och 826DC i Washington DC. Tillsammans tar dessa emot cirka 32 000 studenter varje år. 
826 Nationals uppdrag bygger på insikten att goda skrivkunskaper är grundläggande för framtida framgångar. Varje skrivarverkstad ger drop-in handledning, anordnar workshops, har olika utgivningsprojekt och skolprogram - allt gratis . 826 National är särskilt åtagit sig att stötta lärare och erbjuder sina tjänster till elever på engelska.